# 1978年の日本公開映画
- 映画 > 映画の一覧 > 年度別日本公開映画 > 1978年の日本公開映画
- 映画 > 1978年の映画 > 1978年の日本公開映画

1978年の日本公開映画（1978ねんのにほんこうかいえいが）では、1978年（昭和53年）1月1日から同年12月31日までに日本で商業公開された映画の一覧を記載。作品名の右の丸括弧内は製作国を示す。
記載の凡例については年度別日本公開映画#凡例を参照

## 作品一覧

### 1月
- 10日
  - ローヤル・フラッシュ（ イギリス）
- 14日
  - アニー・ホール ( アメリカ合衆国)
  - 世界の最終兵器 スーパー・ウェポン ( 日本)
- 21日
  - 白夜の調べ ( 日本)
  - 星空のマリオネット ( 日本)
  - マッカーサー ( アメリカ合衆国)
  - 柳生一族の陰謀 ( 日本)
- 28日
  - 愛のメモリー ( アメリカ合衆国)
  - 黄金のランデブー ( イギリス /  南アフリカ連邦)
  - 邪淫の館・獣人 ( フランス)
  - ドクター・モローの島 ( アメリカ合衆国)
  - MR.ダイヤモンド ( アメリカ合衆国)

### 2月
- 4日
  - ドミノ・ターゲット ( アメリカ合衆国)
- 11日
  - アニマル大戦争 （ アメリカ合衆国）
  - 女王蜂 ( 日本)
- 18日
  - 峠 ( 日本)
- 25日
  - 原子力戦争 LostLove ( 日本)
  - 分校日記 イーハトーブの赤い屋根 ( 日本)
  - マッハ'78 ( 日本)
  - 未知との遭遇 ( アメリカ合衆国)
  - 恋愛日記 ( フランス)

### 3月
- 4日
  - カラテ大戦争 ( 日本)
  - ワン・オン・ワン ( アメリカ合衆国)
- 11日
  - 北京原人の逆襲 ( イギリス領香港)
- 18日
  - 親子ねずみの不思議な旅 ( 日本)
  - 危険な関係 ( 日本)
  - チリンの鈴 ( 日本)
  - 東映まんがまつり
    - 一休さんとやんちゃ姫 ( 日本)
    - キャンディ・キャンディ 春の呼び声 ( 日本)
    - ジャッカー電撃隊VSゴレンジャー ( 日本)
    - 世界名作童話 おやゆび姫 ( 日本)
    - 惑星ロボ ダンガードA 宇宙大海戦 ( 日本)

  - 東宝チャンピオンまつり
    - 家なき子 ( 日本)
    - キングコングの逆襲 ( 日本)
    - 新・巨人の星 ( 日本)
    - 地球防衛軍 ( 日本)
    - まんが日本昔ばなし かぐや姫 ( 日本)
    - 山ねずみロッキーチャック ( 日本)
    - ルパン三世 ベネチア超特急 ( 日本)

  - ミスター・グッドバーを探して ( アメリカ合衆国)
- 25日
  - 恐怖の報酬 ( アメリカ合衆国)

### 4月
- 1日
  - 幸福の旅路 ( アメリカ合衆国)
- 8日
  - 多羅尾伴内 ( 日本)
  - テレフォン ( アメリカ合衆国)
  - 遠い雷鳴 ( インド)
  - 渚の白い家 ( 日本)
  - 最も危険な遊戯 ( 日本)
- 15日
  - 死亡遊戯 ( アメリカ合衆国 /  イギリス領香港)
  - マニトウ ( アメリカ合衆国)
- 22日
  - 海流のなかの島々 ( アメリカ合衆国)
  - カタストロフ 世界の大惨事 ( アメリカ合衆国)
  - 原子力潜水艦浮上せず ( アメリカ合衆国)
  - 新バニシングin60 スピードトラップ ( アメリカ合衆国)
  - ベッツィー ( アメリカ合衆国)
- 29日
  - 愛と喝采の日々 ( アメリカ合衆国)
  - 愛の嵐の中で ( 日本)
  - 宇宙からのメッセージ ( 日本)
  - オレンジロード急行 ( 日本)
  - 残照 ( 日本)
  - 曽根崎心中 ( 日本)
  - ダブル・クラッチ ( 日本)
  - バレンチノ ( アメリカ合衆国)

### 5月
- 13日
  - 続・男と女 ( フランス)
  - ミドルマン ( インド)
  - ローリング・サンダー ( アメリカ合衆国)
- 27日
  - 流されて… ( イタリア)
  - 野生号の航海 翔べ怪鳥モアのように ( 日本)

### 6月
- 3日
  - 生贄の女たち ( 日本)
  - オー!ゴッド ( アメリカ合衆国)
  - 沖縄10年戦争 ( 日本)
  - お吟さま ( 日本)
  - 事件 ( 日本)
- 10日
  - コンボイ ( アメリカ合衆国)
- 17日
  - ジュリア ( アメリカ合衆国)
  - 冬の華 ( 日本)
- 24日
  - デモン・シード ( アメリカ合衆国)
  - ホワイト・バッファロー ( アメリカ合衆国)
  - フィーリング・ラブ ( 日本/  イタリア )
- 30日
  - スター・ウォーズ （ アメリカ合衆国）

### 7月
- 1日
  - 雲霧仁左衛門 ( 日本)
  - ファースト・ラブ (1977年の映画) ( アメリカ合衆国)
- 13日
  - ピーターラビットと仲間たち/ザ・バレエ ( イギリス)
- 14日
  - スウォーム ( アメリカ合衆国)
- 15日
  - 科学忍者隊ガッチャマン ( 日本)
  - キタキツネ物語 ( 日本)
  - 走れクラウス 第1部 ( 日本)
- 22日
  - お嫁にゆきます ( 日本)
  - サタデー・ナイト・フィーバー ( アメリカ合衆国)
  - 東映まんがまつり
    - 宇宙海賊キャプテンハーロック ( 日本)
    - 宇宙からのメッセージ・銀河大戦 ( 日本)
    - キャンディ・キャンディの夏休み ( 日本)
    - スパイダーマン ( 日本)
    - 長靴をはいた猫 ( 日本)

  - ふりむけば愛 ( 日本)
- 29日
  - ラスト・ワルツ ( アメリカ合衆国)
- 30日
  - イワン雷帝 ( ソビエト連邦)

### 8月
- 5日
  - 男はつらいよ 寅次郎わが道をゆく ( 日本)
  - さらば宇宙戦艦ヤマト 愛の戦士たち ( 日本)
  - スウォーム ( アメリカ合衆国)
  - ワイルド・ギース ( イギリス)
- 12日
  - 俺は田舎のプレスリー ( 日本)
  - 多羅尾伴内 鬼面村の惨劇 ( 日本)
  - トラック野郎・突撃一番星 ( 日本)
  - 火の鳥 黎明編 ( 日本)[注釈 1]
- 14日
  - オーソン・ウェルズのフェイク ( イラン /  フランス /  ドイツ)
- 19日
  - 帰らざる日々 ( 日本)
  - スパイダーマン ( アメリカ合衆国)
  - 溶解人間 ( アメリカ合衆国)
- 26日
  - 名探偵再登場 ( アメリカ合衆国)

### 9月
- 2日
  - 帰郷 ( アメリカ合衆国)
  - 新・人間失格 ( 日本)
  - フューリー ( アメリカ合衆国)
  - ザ・ドライバー ( アメリカ合衆国)
- 9日
  - 日本の首領 完結篇 ( 日本)
- 15日
  - 死村告別 ( 日本)
- 23日
  - 皇帝のいない八月 ( 日本)
  - サスペリアPART2 ( イタリア)
  - 聖職の碑 ( 日本)[注釈 2]
  - ダイアン・キートン 可愛い女 ( アメリカ合衆国)
  - タイガーシャーク ( イギリス /  メキシコ)

### 10月
- 7日
  - 鬼畜 ( 日本)
  - プリティ・ベビー ( アメリカ合衆国)
  - 野性の証明 ( 日本)
- 14日
  - アイズ ( アメリカ合衆国)
  - ピラニア ( アメリカ合衆国)
  - フィスト ( アメリカ合衆国)
- 20日
  - 怒りの群れ ( アメリカ合衆国)
- 21日
  - ミッドナイト・エクスプレス ( アメリカ合衆国)
  - メル・ブルックス/新サイコ ( アメリカ合衆国)
- 28日
  - 愛の亡霊 ( 日本)
  - 赤穂城断絶 ( 日本)
  - グッバイガール ( アメリカ合衆国)

### 11月
- 1日
  - ワン・プラス・ワン ( イギリス)
- 3日
  - ケンタッキー・フライド・ムービー ( アメリカ合衆国)
  - ロジャー・ムーア/冒険野郎 ( イギリス)
- 11日
  - チェイサー ( フランス)
- 13日
  - 美女と野獣 ( アメリカ合衆国)
- 18日
  - 巨大蟻の帝国 ( アメリカ合衆国)
  - ヒッチハイク ( アメリカ合衆国)
- 23日
  - 時間よとまれ ( 日本)
  - ドッグ・ソルジャー ( アメリカ合衆国)
  - ブルークリスマス ( 日本)
- 25日
  - 家族の肖像 ( イタリア /  フランス)

### 12月
- 2日
  - 九月の空 ( 日本)
  - 殺人遊戯 ( 日本)
  - ジョーズ2 ( アメリカ合衆国)
  - ハイローリング ( カナダ)
  - 博多っ子純情 ( 日本)
- 6日
  - ナイル殺人事件 (1978年の映画) ( アメリカ合衆国 /  イギリス)
- 9日
  - グリース ( アメリカ合衆国)
- 16日
  - グレートスタントマン ( アメリカ合衆国)
  - ダーティファイター ( アメリカ合衆国)
  - ピンク・パンサー4 ( イギリス)
  - ピンク・レディーの活動大写真 ( 日本)
  - 炎の舞 ( 日本)[注釈 3]
  - ルパン三世（ルパン三世 ルパンVS複製人間） ( 日本)
- 17日
  - 北村透谷 わが冬の歌 ( 日本)
- 23日
  - トラック野郎・一番星北へ帰る ( 日本)
  - 水戸黄門 ( 日本)
  - 燃える秋  ( 日本)
- 27日
  - 男はつらいよ 噂の寅次郎 ( 日本)
  - 俺は上野のプレスリー( 日本)
- 30日
  - 正午なり ( 日本)